# Trachelas robustus
Trachelas robustus is een spinnensoort uit de familie van de Trachelidae.
De wetenschappelijke naam van de soort werd in 1891 gepubliceerd door Eugen von Keyserling.